# アンドレア・タフィ
アンドレア・タフィ（Andrea Tafi、1966年5月7日 - ）は、イタリアの自転車プロロードレース選手。イタリア中央部のトスカーナ州出身。1989年プロデビュー。2005年引退。ハンドルバーの上部を持って先頭集団の前を力強く走る姿から「il Gladiatore（イタリア語で剣闘士の意）」の異名で呼ばれたルーラー（スピードマン）。
ヨハン・ムセウ、ミケーレ・バルトリらとともに、1990年代最強のプロチーム・マペイの中核を担った。

## 経歴
1989年プロデビューするもしばらくは目立った成績をあげておらず、一時は解雇寸前までいったが、発足直後だったマペイに移籍後、徐々にルーラーとしての素質が開花。数々のクラシックレースで活躍するようになる。
1996年のジロ・ディ・ロンバルディア優勝を皮切りに、1998年にイタリア選手権、1999年にはパリ〜ルーベ、2002年にはロンド・ファン・フラーンデレンでそれぞれ優勝を成し遂げた。
マペイ解散後は目立った成績を上げられず、移籍を繰り返し、2005年に引退。現在は故郷のトスカーナで、自転車を絡めた旅の企画を行う旅行会社を立ち上げている。

## ドーピング
2013年7月24日、フランス上院のドーピング調査委員会は、1998年のツール・ド・フランスで採取した血液サンプルの調査結果を公表。総合優勝のマルコ・パンターニやポイント賞のエリック・ツァベルらと共にエリスロポエチン（EPO）を使用していたことが明らかになった。

## エピソード
- 1996～1998年にジャパンカップに出場しており、4位、2位、4位という成績を残している。1997年は当時マペイに所属し、アシストを務めていた阿部良之に凱旋勝利を飾らせるため、自らアシスト役として働き、手を取り合いながら阿部とのワンツーフィニッシュを決め、観客たちを感動させた。
- サイクルキャップの上部を切り取ってサンバイザー風にしてかぶって走るのが常だった。
- 当時所属していたマペイは、パリ〜ルーベで1996年、1998年、1999年の3回にわたってチームメンバーで表彰台を独占する快挙を成し遂げているが、そのすべてにかかわったのはタフィだけである。彼がいかにこのレースを得意としていたかがうかがえる。
- 最後のクラシックレースと宣言して臨んだ2005年のパリ〜ルーベでは、わざわざ石畳を模した模様に「PARIS-ROUBAIX」の文字が入ったスペシャルジャージが用意されたが、国際自転車競技連合 (UCI) の競技規定に違反しているということでしっかり罰金をくらった。

## 所属チーム
- 1989年 Eurocar
- 1990-1991年 セライタリア
- 1992-1993年 カレラ
- 1994-2002年 マペイ
  - 1994年 Mapei-Clas
  - 1995～1997年 Mapei-GB
  - 1998年 Mapei-Bricobi
  - 1999～2002年Mapei-QuickStep
- 2003年 チームCSC
- 2004年 アレッシオ・ビアンキ
- 2005年 サウニエルデュバル・プロディール

## 主な成績
- イタリア選手権優勝（1998年）

- 1996年 ジロ・ディ・ロンバルディア優勝
- 1999年 パリ～ルーベ優勝
- 2000年 パリ～ツール優勝
- 2002年 ロンド・ファン・フラーンデレン優勝